# Moshe Sharett
Moshe Sharett (16 tháng 10 năm 1894 - 7 tháng 7 năm 1965) [1] là Thủ tướng thứ hai của Israel (1954-55), phục vụ cho một ít hai dưới hai Năm giữa hai nhiệm kỳ của David Ben-Gurion. Ông tiếp tục làm Bộ trưởng Ngoại giao (1955-56) trong chính phủ Mapai. Sharett chỉ đạo chính phủ thông qua một thời kỳ hỗn loạn, là một nhà ngoại giao giàu kinh nghiệm, có chính sách tự do, cách tiếp cận hòa giải, và thái độ hiện đại hóa với phương Tây. Cuộc chiến tranh mới với người Ả rập chia rẽ những người còn lại của xã hội chủ nghĩa bắt đầu một giai đoạn bất ổn khác.
Sinh ra ở Kherson trong Đế quốc Nga (nay là ở Ukraine), Sharett di cư tới Palestine ở Ottoman vào năm 1906. Năm 1910 gia đình ông chuyển đến Jaffa, sau đó trở thành một trong những gia đình sáng lập Tel Aviv.
Ông tốt nghiệp từ lớp 1 của Trường trung học Herzliya Hebrew, thậm chí học nhạc tại Nhạc viện Shulamit. Sau đó, ông chuyển tới Constantinople học luật tại Đại học Istanbul, cùng trường đại học mà Yitzhak Ben-Zvi và David Ben-Gurion nghiên cứu. Tuy nhiên, thời gian của ông đã bị cắt ngắn do sự bùng nổ của Thế chiến I. Ông đã phục vụ một ủy ban như là Trung úy trong Quân đội Ottoman, như là một thông dịch viên.